# Чёрный, Константин Константинович
Константи́н Константи́нович Чёрный (9 февраля 1871 — 21 февраля 1934) — русский генерал-майор, герой Первой мировой войны, участник Белого движения, главнокомандующий Вооруженными силами Кубанского края.

## Биография
Православный.
Окончил Нижегородский кадетский корпус (1889) и 2-е Константиновское военное училище (1891), был выпущен хорунжим во 2-й Кавказский полк Кубанского Казачьего войска.
Чины: сотник (1894), подъесаул (1900), капитан (1902), подполковник (1907), полковник (1911), генерал-майор (за боевые отличия, 1916).
После 2-го Кавказского служил в 1-м Екатеринодарском и 2-м Екатеринодарском полках.
В 1902 году окончил Николаевскую академию Генерального штаба (по 1-му разряду).
В 1902—1904 отбывал цензовое командование сотней в Оренбургском казачьем дивизионе. Участвовал в русско-японской войне, служил обер-офицером для особых поручений при штабе 17-го армейского корпуса.
Позднее служил: старшим адъютантом штаба 2-й гренадерской дивизии (1905—1907), штаб-офицером для поручений при войсковом штабе Войска Донского (1907—1908), штаб-офицером для поручений при штабе Московского военного округа (1908—1911), старшим адъютантом штаба Московского военного округа (1911—1914).
В 1914—1916 годах командовал 1-м Линейным полком Кубанского казачьего войска. Отличился в бою у с. Джурин 10 августа 1914 г.
В Первую мировую войну вступил со своим полком, был награждён Георгиевским оружием (ВП 11.10.1914). Служил начальником штаба 16-й кавалерийской дивизии (1916) и 1-го кавалерийского корпуса (1916—1917), генерал-квартирмейстером штаба 5-й армии (январь—сентябрь 1917). С сентября 1917 командовал 5-й Кавказской казачьей дивизией.
Участвовал в Белом движении, короткое время был главнокомандующим Вооруженными силами Кубанского края (ноябрь 1917 — январь 1918). 9 января 1918 вышел в отставку, уступив место генерал-майору Н. А. Букретову.
Эмигрировал в Италию, возглавлял общество «Русская колония Северной Италии».
Умер в Милане.

## Награды
- Орден Святого Станислава 3-й ст. (1906);
- Орден Святой Анны 3-й ст. (1909);
- Орден Святого Станислава 2-й ст. (1912);
- Георгиевское оружие (ВП 11.10.1914);
- Орден Святого Владимира 4-й ст. с мечами и бантом (1914);
- Орден Святого Станислава 1-й ст. с мечами (1916).